# 掺铒光纤放大器
掺铒光纤放大器（Erbium-doped fiber amplifier，簡稱EDFA），在單模石英光纖中摻入微量的铒離子，注入泵浦光使三價铒離子的亞穩態能級2I13/2與基態2I15/2能級發生电子居量反轉（population inversion），從而在1550nm的信號光通過時發生受激輻射將信號光放大的器件。它的面世从根本上改变了光纤通信发展的格局。